# Cord Manhenke
Cord Arend Manhenke (* 13. Mai 1965 in Minden) ist ein ehemaliger deutscher Handballspieler und heutiger Kardiologe.

## Karriere
Manhenke begann in seiner Geburtsstadt Minden mit dem Handballspielen. Nach der B-Jugend wechselte er vom TuS Eintracht Minden zum TuS Nettelstedt. Bereits nach einem halben Jahr schloss er sich dem TSV Grün-Weiß Dankersen an. Noch als A-Jugendlicher debütierte der Rechtsaußen für die erste Mannschaft am 7. April 1984 bei der 14:20-Auswärtsniederlage beim MTSV Schwabing in der Bundesliga. Sein erstes Bundesligator erzielte er am 5. Mai im Heimspiel gegen den THW Kiel (17:20). 1986 stieg er mit GWD aus der Bundesliga ab und wechselte 1988 zum TBV Lemgo. In der Saison 1989/90 erreichte er mit der Mannschaft das Halbfinale um die Deutsche Meisterschaft. 1992 ging er zum VfL Gummersbach, bevor er 1994 einen Wechsel in die Postenligaen nach Norwegen zu Viking HK Stavanger vollzog.
Manhenke ließ sich in Stavanger nieder und arbeitet dort als Kardiologe.

### Mediziner
Manhenke ist ausgebildeter Mediziner und hat sein Studium an der Universität Bonn 1993 abgeschlossen und ist seit 1994 als Arzt in Norwegen tätig. Sein Schwerpunkt liegt auf der Kardiologie.